# Varata
La varata è una pratica di abbattimento ed estrazione di grandi quantità di marmo, in uso a partire dalla metà del XVII secolo. 

## Caratteristiche
Essa consiste nell'utilizzo della polvere nera al fine di staccare grandi blocchi di materiale dalla montagna. I primi timidi utilizzi dell'esplosivo furono controproducenti, infatti il marmo spesso risultava così frantumato da perdere qualsiasi valore commerciale. Solo in seguito (con l'utilizzo delle mine) si poté distaccare una grande quantità di marmo senza danneggiare il prodotto stesso. Di particolare efficacia erano le mine dette "alla francese". Dopo la varata i blocchi informi erano maneggiati dai riquadratori che, con perizia e precisione, donavano al blocco la tipica forma di parallelepipedo.
Le varate erano veri e propri eventi, spettacolari e grandiosi (infatti il nome deriva dal varo delle navi), che tenevano i cavatori col fiato sospeso in trepidante attesa che, posata la polvere, potessero avvicinarsi al risultato del loro lavoro.